# Ambystoma granulosum
Ambystoma granulosum is een salamander uit de familie molsalamanders (Ambystomatidae). De soort werd voor het eerst wetenschappelijk beschreven door Edward Harrison Taylor in 1944.

## Verspreiding en leefgebied
Deze soort komt endemisch voor in een klein gebied op de noordwestelijke buitenrand van Toluca (Mexico) op 3000 meter hoogte boven zeeniveau.